# Cidippe (sacerdotessa)
Cidippe (in greco antico: Κυδίππη?, Kydíppē) è un personaggio della mitologia greca, madre di Cleobi e Bitone.

## Mitologia
Cidippe, una sacerdotessa della dea Era, doveva recarsi ad una cerimonia in suo onore, ma il bue destinato a trainare il suo carro non arrivava e così i suoi figli Bitone e Cleobi si offrirono di trainare il carro lungo tutto il percorso che era lungo 45 stadi (circa 8 km).
Cidippe fu molto impressionata dalla loro devozione e chiese ad Era di fare ai suoi figli il dono più bello che un dio potesse fare ad un mortale e così la dea fece sì che i due fratelli morissero all'istante, dato che, secondo un dio (immortale), il miglior dono che potesse fare loro era di concedergli di morire senza sofferenze nel momento della loro massima devozione verso di lui.
La più diffusa interpretazione del significato di questa leggenda è che "nessun uomo è mai così tanto benedetto fino a quando è morto". Questa è la versione della leggenda riferita da Erodoto (Storie, I, 31) e che venne usata dall'ateniese Solone per spiegare al Re Creso chi fossero state le persone più felici della storia..
Erodoto (la fonte originale di questo aneddoto), però, non cita il nome della madre dei due ragazzi: la prima menzione del suo nome si trova in Plutarco, fr. 133 (apud Stobeo, IV, 52, 43) "ἔτι δὲ Κλέοβις καὶ Βίτων, Κυδίππης τῆς μητρὸς αὐτῶν ...". Plutarco, nel I secolo d.C., è dunque per noi il primo riferimento indicante il nome della sacerdotessa e, probabilmente, una parte di questa leggenda è andata persa, poiché Plutarco visse circa mezzo millennio dopo che Erodoto raccontò questa storia.